# Елліс (Канзас)
Елліс (англ. Ellis) — місто (англ. city) в США, в окрузі Елліс штату Канзас. Населення — 1958 осіб (2020).

## Географія
Елліс розташований за координатами 38°56′5″ пн. ш. 99°33′25″ зх. д. / 38.93472° пн. ш. 99.55694° зх. д. (38.934831, -99.556859).  За даними Бюро перепису населення США в 2010 році місто мало площу 4,26 км², уся площа — суходіл. В 2017 році площа становила 3,24 км², уся площа — суходіл.

### Клімат
| Клімат : Елліс               | Клімат : Елліс | Клімат : Елліс | Клімат : Елліс | Клімат : Елліс | Клімат : Елліс | Клімат : Елліс | Клімат : Елліс | Клімат : Елліс | Клімат : Елліс | Клімат : Елліс | Клімат : Елліс | Клімат : Елліс | Клімат : Елліс |
| Показник                     | Січ.           | Лют.           | Бер.           | Квіт.          | Трав.          | Черв.          | Лип.           | Серп.          | Вер.           | Жовт.          | Лист.          | Груд.          | Рік            |
| Абсолютний максимум, °C      | 26,1           | 28,9           | 35,0           | 39,4           | 40,6           | 42,8           | 43,3           | 43,3           | 43,3           | 38,9           | 30,6           | 26,1           | 43,3           |
| Середній максимум, °C        | 5,6            | 8,9            | 13,9           | 19,4           | 24,4           | 30,6           | 33,9           | 32,8           | 28,3           | 22,2           | 12,8           | 7,2            | 20,1           |
| Середній мінімум, °C         | −10            | −7,2           | −2,8           | 2,8            | 8,9            | 15,0           | 17,8           | 16,7           | 11,7           | 4,4            | −3,3           | −7,8           | 3,9            |
| Абсолютний мінімум, °C       | −27,2          | −28,9          | −26,7          | −11,1          | −3,3           | 3,9            | 7,2            | 5,0            | −3,3           | −11,1          | −21,7          | −31,1          | −31,1          |
| Норма опадів, мм             | 13             | 15             | 48             | 52             | 80             | 76             | 87             | 75             | 43             | 32             | 29             | 15             | 565            |
| ---------------------------- | -------------- | -------------- | -------------- | -------------- | -------------- | -------------- | -------------- | -------------- | -------------- | -------------- | -------------- | -------------- | -------------- |
| Джерело: The Weather Channel |                |                |                |                |                |                |                |                |                |                |                |                |                |

## Демографія
Згідно з переписом 2010 року, у місті мешкали 2062 особи в 868 домогосподарствах у складі 556 родин. Густота населення становила 484 особи/км².  Було 959 помешкань (225/км²).
Расовий склад населення:
| - 97,9 % — білих - 0,2 % — чорних або афроамериканців - 1,0 % — осіб інших рас |

До двох чи більше рас належало 0,8 %. Частка іспаномовних становила 3,0 % від усіх жителів.
За віковим діапазоном населення розподілялося таким чином: 25,1 % — особи молодші 18 років, 59,4 % — особи у віці 18—64 років, 15,5 % — особи у віці 65 років та старші. Медіана віку мешканця становила 38,1 року. На 100 осіб жіночої статі у місті припадало 90,9 чоловіків;  на 100 жінок у віці від 18 років та старших — 88,6 чоловіків також старших 18 років.
Середній дохід на одне домашнє господарство  становив 53 004 долари США (медіана — 46 548), а середній дохід на одну сім'ю — 63 585 доларів (медіана — 62 548). Медіана доходів становила 42 131 долар для чоловіків та 26 815 доларів для жінок. За межею бідності перебувало 7,6 % осіб, у тому числі 6,9 % дітей у віці до 18 років та 9,9 % осіб у віці 65 років та старших.
Цивільне працевлаштоване населення становило 1012 особи. Основні галузі зайнятості: освіта, охорона здоров'я та соціальна допомога — 31,0 %, виробництво — 13,3 %, сільське господарство, лісництво, риболовля — 12,6 %.